# Toiletpapier

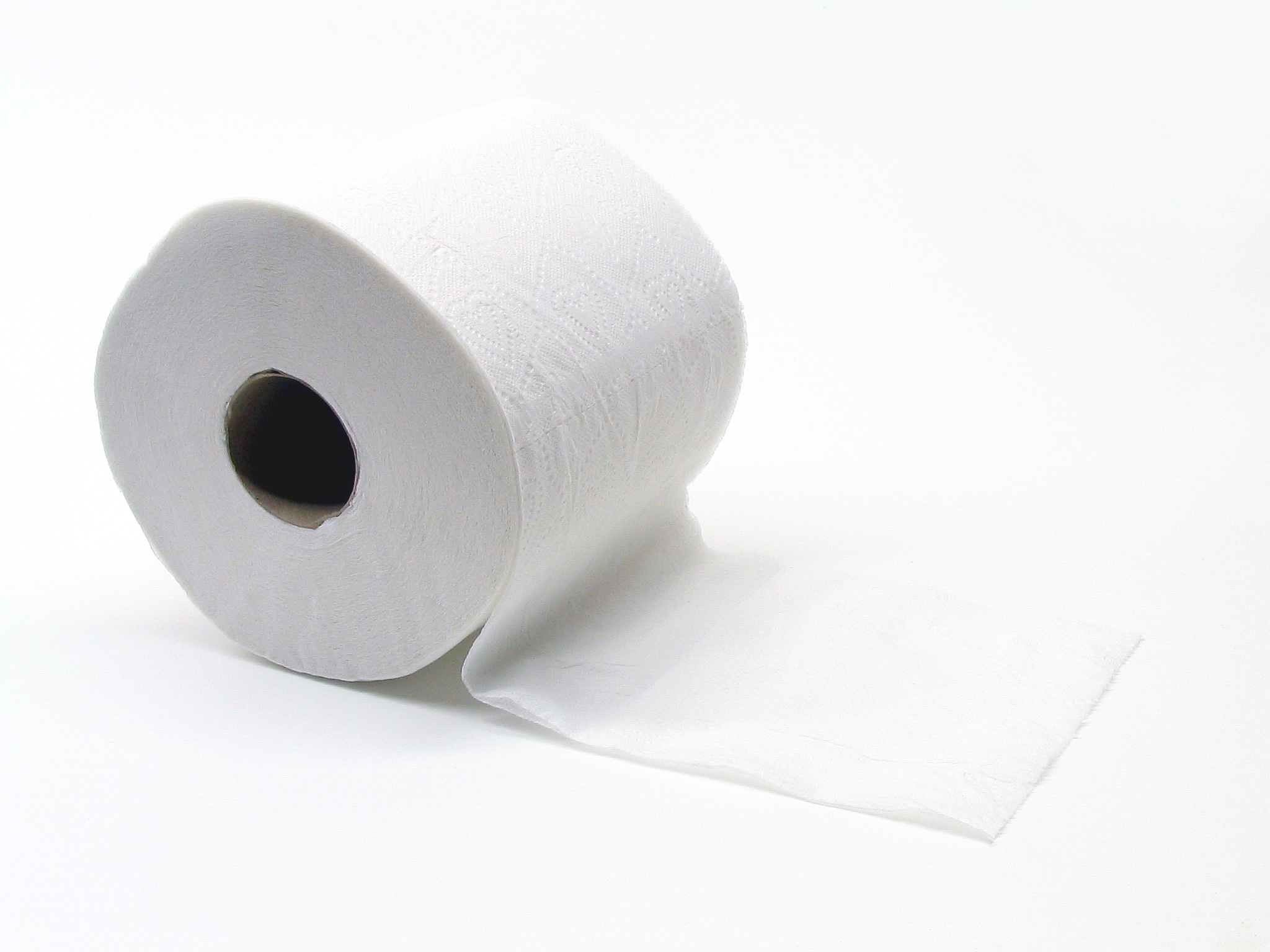
Rol toiletpapier

Toiletpapier of wc-papier is een papierproduct dat op het toilet wordt gebruikt en dat speciaal is ontworpen voor het reinigen van de anus na het defeceren en van de vrouwelijke en mannelijke genitaliën na het urineren.

## Geschiedenis
Het eerste toiletpapier werd in de 14e eeuw geproduceerd in China. Het was een luxeproduct dat alleen door de keizer werd gebruikt. In andere delen van de wereld werden wol, hennep, gras, water of de handen gebruikt. In het Romeinse Rijk was de spons erg populair. Toen in de 17e eeuw kranten steeds meer beschikbaar kwamen, maakten bestaande middelen plaats voor krantenpapier.
In 1857 werd in de Verenigde Staten het eerste machinaal geproduceerde toiletpapier verkocht door Joseph Gayetty, toen nog als losse vellen, gedrenkt in aloë vera en vooral bestemd voor mensen met aambeien. Hoewel de eerste geperforeerde rollen toiletpapier vermoedelijk werden ontwikkeld door de Amerikaanse broers Edward en Clarence Scott van de Scott Paper Company in Philadelphia, nam de New Yorkse zakenman Seth Wheeler er in 1871 als eerste een patent op. In 1891 verwierf hij een nieuw patent op de tot vandaag gebruikte vorm en gebruikswijze om de rollen af te wikkelen.
Toen halverwege de jaren '70 het milieubesef toenam is men op zoek gegaan naar meer milieuvriendelijke productieprocessen. Dat heeft onder andere geresulteerd in ongebleekt papier en biologisch makkelijk afbreekbaar papier.

## Productie
Toiletpapier wordt vaak gemaakt van oud papier. Dit wordt geweekt en in vele productiestappen gereinigd, gefilterd en gecentrifugeerd, om verontreinigingen te verwijderen, en alleen de vezels over te houden. De schone vezels zijn van zichzelf wit, en hoeven dus niet te worden gebleekt. Van deze vezels worden grote rollen enkellaags papier gemaakt. Deze worden gesneden en met twee of drie laagjes op een toiletrol gewikkeld.
Er is echter ook toiletpapier waar bij de productie absoluut géén gerecycleerd papier wordt gebruikt, maar enkel 100% nieuwe vezel.
De combinatie sterkte/zachtheid wordt bereikt door gebruik van een mengeling van lange en korte vezels.

## Soorten toiletpapier
Voor toiletpapier wordt vrijwel altijd hergebruikt papier gebruikt. Goedkope varianten bestaan vaak uit enkellaags papier. Hierdoor bestaat er een grote kans om tijdens het vegen met de vingers door het papier te gaan. Duurdere varianten zijn meestal opgebouwd uit meerdere lagen. Geavanceerde weefstructuren zorgen voor extra sterkte, zonder dat dat ten koste gaat van het comfort. Voor nog meer comfort bestaat er toiletpapier met luchtkussentjes. Voor het losweken van harde stukjes ontlasting bestaat er vochtig toiletpapier.
Toiletpapier is tegenwoordig vaak gewikkeld om een kartonnen rol die kan worden opgeborgen in een toiletrolhouder.
Toiletpapier wijkt wezenlijk af van bijvoorbeeld keukenpapier. Toiletpapier zal in water namelijk uit elkaar vallen. Als in plaats van toiletpapier keukenpapier wordt gebruikt, kan de afvoer of riolering verstopt raken.

## Vormgeving
Toiletpapier kan geproduceerd worden in allerlei kleuren, met motiefjes en geparfumeerd: 
- Tijdens de Tweede Wereldoorlog was in sommige delen van de wereld toiletpapier met opdrukken van Adolf Hitler populair. Andere (recentere) bekendheden die op toiletpapier zijn aangetroffen zijn George W. Bush en Osama bin Laden.
- Geparfumeerd papier kan allergische reacties veroorzaken en wordt door artsen afgeraden.
- In het Nederlandse leger werd legergroen toiletpapier gebruikt, dat ook geschikt was om te velde een theedoek te vervangen bij het afwassen.

## Varia
- In sommige delen van de wereld wordt toiletpapier als onhygiënisch beschouwd en wordt de anus gereinigd met water.
- Een alternatieve wijze voor schoonmaken van de anus of de vagina is het gebruik van een bidet of douchetoilet. Deze laatste is met name in Japan populair.
- Men zegt dat op oude zeilschepen een allemansend werd gebruikt, dat na gebruik achter het schip werd gesleept om het te reinigen.[bron?]
- Het verbruik van toiletpapier varieert van land tot land, bijvoorbeeld de VS: 141 rollen per persoon per jaar, Duitsland: 134, Verenigd Koninkrijk: 127, Japan: 91, Australië: 88, Spanje: 81.[3]
- Men kan papier besparen door toiletpapier gemaakt van weinig lagen te gebruiken.
- De grootste Europese producenten van hygiënisch papier zijn SCA en Sofidel.
- Een aanzienlijke Europese papierindustrie situeert zich rond de Italiaanse historische stad Lucca.[4]
- Hoewel de afmetingen van een velletje toiletpapier tussen verschillende merken niet veel verschillen zijn de aantallen velletjes op een rol niet standaard en varieert het aantal lagen papier (meestal van 2 tot 4). Hierdoor is prijsvergelijking moeilijk zo niet onmogelijk.
- Op 19 december 1973 vertelde de Amerikaanse tv-presentator Johnny Carson in zijn praatprogramma The Tonight Show dat er een acuut tekort aan toiletpapier was. Zijn grapjes hierover leidden ertoe dat Amerikanen op grote schaal toiletpapier begonnen te hamsteren. Het duurde maanden voordat de supermarkten de schappen weer normaal gevuld hadden.[5]
- In 2020 werden er tijdens de uitbraak van de coronacrisis opnieuw toiletrollen gehamsterd. Ondanks dat er volgens de supermarkten, de social media en de politiek voldoende toiletrollen zouden zijn bleek het aanvullen van dit product veel capaciteit van supermarktpersoneel, vrachtwagens en lokale opslagruimte te vragen. Dit is in contrast met het gemak waarmee het 'lichtgewicht' vanuit de winkel naar huis gebracht wordt.